# Reed-relæ
Et reed-relæ er en reed-kontakt eller reed-omskifter kombineret med en spole eller permanent magnet.
Et reed-relæ har to, ofte NO- (normally open), kontakter. De to kontakter bliver sluttet med et magnetfelt fra en spole med strøm igennem sig (solenoide) omkring glasrøret eller en permanent magnet, der flyttes imod den.
De er i stand til at skifte meget hurtigere end standard-relæer, op til flere hundrede pr. sekund, men de kan kun bryde lave strømme.
Et reed-relæ kan være indbygget i en standard 14-bens DIL-sokkel, til brug sammen med integrerede kredsløb.